# Powiat Kitakatsuragi
Powiat Kitakatsuragi (jap. 北葛城郡 Kitakatsuragi-gun) – powiat w Japonii, w prefekturze Nara. W 2024 roku liczył 95 228 mieszkańców.

## Miejscowości
- Ōji
- Kawai
- Kanmaki
- Kōryō